# رونالد فورم
رونالد فورم (بالألمانية: Ronald Worm)‏ ، من مواليد 7 أكتوبر 1953 ، لاعب كرة قدم ألماني سابق.
لعب مع منتخب ألمانيا لكرة القدم.

## مسيرته الكروية
لعب رونالد فورم خلال مسيرته الاحترافية مع ناديين في ستة عشر موسمًا وسجل خلالها 163 هدف ضمن 475 مباراة. ولم يفز بأي موسم بالكأس أو بالدوري.
خاض رونالد فورم مسيرته مع نادي دويسبورغ في موسم 1971–72 ليلعب معه ثمانية مواسم، مشاركًا في 231 مباراة سجل خلالها 71 هدفًا. ثم انتقل إلى نادي آينتراخت براونشفايغ في موسم 1979–80 ليلعب معه ثمانية مواسم، حيث شارك في 244 مباراة سجل خلالها 92 هدفًا.

## روابط خارجية
- رونالد فورم على موقع الاتحاد الأوربي (الإنجليزية)
- رونالد فورم على موقع قاعدة بيانات كرة القدم.إي يو (الإنجليزية)
- رونالد فورم على موقع بيانات كرة القدم. دي إي (الألمانية)
- رونالد فورم على موقع ناشيونال فوتبول تيمز (الإنجليزية)
- رونالد فورم على موقع عالم كرة القدم.نت (الإنجليزية)
- رونالد فورم على موقع أوليمبيديا (الإنجليزية)